# 群馬医療福祉大学
群馬医療福祉大学（ぐんまいりょうふくしだいがく、英語: Gunma University of Health and Welfare）は、群馬県前橋市川曲町191-1に本部を置く日本の私立大学。1449年創立、2002年大学設置。大学の略称は群医。
創設者は長尾昌賢。併設校に群馬医療福祉大学短期大学部がある。

## 沿革

### 年表
- 1449年 - 漢学学問所を開設
- 1811年 - 正誼堂を開き、校舎を建つ
- 1866年 - 昌賢学堂を設立
- 2002年 - 群馬社会福祉大学が開学、ボランティアセンター開設
- 2007年 - 群馬社会福祉大学大学院社会福祉研究科社会福祉経営専攻を開設
- 2008年 - 群馬社会福祉大学附属医療福祉専門学校を設置（2015年閉校）
- 2010年 - 群馬医療福祉大学に名称変更、看護学部を設置
- 2012年 - リハビリテーション学部を設置
- 2021年 - 医療技術学部を設置

## 基礎データ

### 所在地
- 前橋キャンパス（群馬県前橋市川曲町191-1）
- 藤岡キャンパス（群馬県藤岡市藤岡787-2）
- 本町キャンパス（群馬県前橋市本町2-12-1 前橋プラザ元気21内（6・7Ｆ））

## 教育および研究

### 組織

#### 学部
- 社会福祉学部
  - 社会福祉学科
    - 社会福祉専攻
      - 社会福祉コース
      - 福祉心理コース
      - 学校教育コース

    - 子ども専攻
      - 児童福祉コース
      - 初等教育コース
- 医療技術学部
  - 医療技術学科
    - 臨床検査学専攻
    - 臨床工学専攻
- 看護学部
  - 看護学科
- リハビリテーション学部
  - リハビリテーション学科
    - 理学療法専攻
    - 作業療法専攻

#### 大学院
- 社会福祉学研究科
  - 社会福祉経営専攻（修士課程）

#### 短期大学部
- 群馬医療福祉大学短期大学部を併設する。

#### 付属機関
- 医療・福祉・教育研究センター
- 陽明学研究所
- ボランティアセンター
- 群馬医療福祉大学図書館

## 施設

### キャンパス
- 前橋キャンパス 

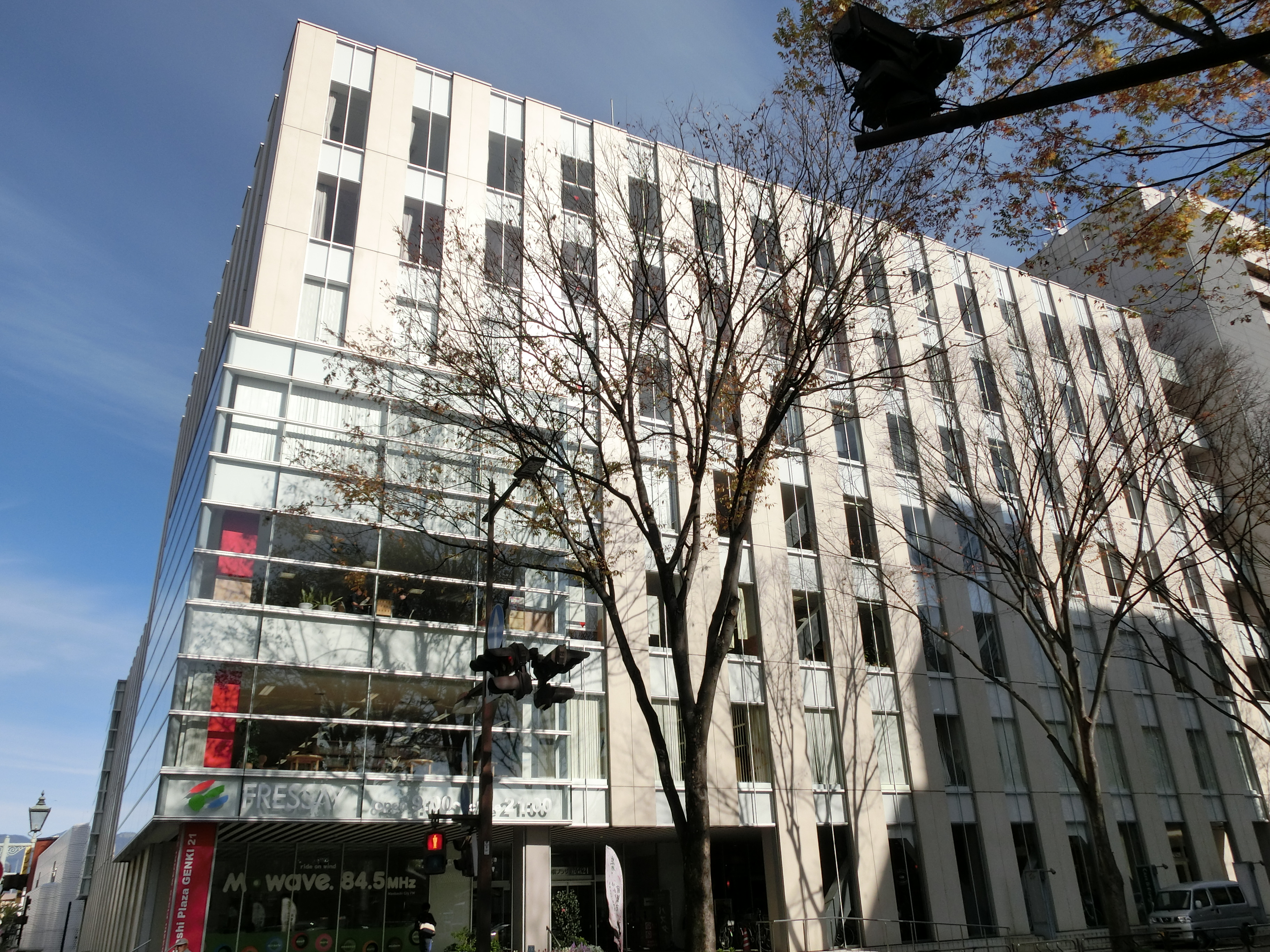
本町キャンパス（リハビリテーション学部）が入居する前橋プラザ元気21

  - 使用学部 - 社会福祉学部、医療技術学部、短期大学部
  - 使用研究科 - 社会福祉学研究科
  - 交通アクセス - JR上越線井野駅
- 藤岡キャンパス
  - 使用学部 - 看護学部
  - 交通アクセス - JR八高線群馬藤岡駅
- 本町キャンパス 
  - 使用学部 - リハビリテーション学部
  - 交通アクセス - JR両毛線前橋駅、上毛電鉄中央前橋駅

## 対外関係

### 他大学との協定
- 大学教育研究連携
  - 前橋工科大学[1]

### 系列校
- 群馬社会福祉専門学校
- 群馬医療福祉大学附属認定こども園鈴蘭幼稚園